# سیارک ۲۲۱۰۲۶
سیارک ۲۲۱۰۲۶ (به انگلیسی: 221026 Jeancoester، نامگذاری:2005QL30)۲۲۱۰۲۶مین سیارک کشف شده‌است که در ۲۸ اوت ۲۰۰۵ کشف شد.